# 拉西 (卡尔瓦多斯省)
拉西（法語：Lassy，法語發音：[lasi] ⓘ）是法国卡尔瓦多斯省的一个旧市镇，属于维尔区。2017年，拉西与临近的2个市镇合并为新市镇泰尔德德吕昂斯，拉西为新市镇行政中心。

## 地理
拉西（48°54'55"N, 0°40'38"W）面积12.6 平方千米，位于法国诺曼底大区卡爾瓦多斯省，该省份为法国西北部沿海省份，北濒大西洋英吉利海峡，东北与滨海塞纳省以海上边界相接，东临厄尔省，南至奧恩省，西与芒什省接壤。
与拉西接壤的市镇（或旧市镇、城区）包括：埃特里、蒙绍韦、拉罗克、圣让勒布朗、圣维戈尔德梅兹雷、勒泰伊博卡日。

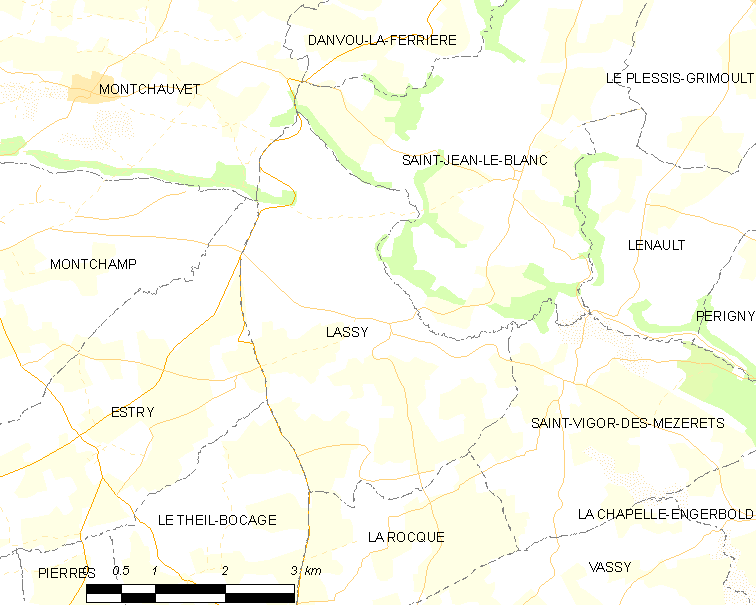
的OSM定位图

拉西的时区为UTC+01:00、UTC+02:00（夏令时）。

## 行政
拉西的邮政编码为14770，INSEE市镇编码为14357。

## 政治
拉西所属的省级选区为诺曼底地区孔代县。

## 人口

1962-2008年间人口变化图示

拉西于2018年1月1日时的人口数量为322人。